# 2015-ös Formula–1 osztrák nagydíj
Az osztrák nagydíj volt a 2015-ös Formula–1 világbajnokság nyolcadik futama, amelyet 2015. június 19. és június 21. között rendeztek meg az osztrák Red Bull Ringen, Spielbergben.

## Szabadedzések

### Első szabadedzés
Az osztrák nagydíj első szabadedzését június 19-én, pénteken délelőtt tartották.
| helyezés | versenyző        | csapat/motor         | elért idő | különbség | futott kör |
| -------- | ---------------- | -------------------- | --------- | --------- | ---------- |
| 1        | Nico Rosberg     | Mercedes             | 1:10,401  | −         | 36         |
| 2        | Lewis Hamilton   | Mercedes             | 1:10,709  | +0,308    | 28         |
| 3        | Kimi Räikkönen   | Ferrari              | 1:11,028  | +0,627    | 22         |
| 4        | Valtteri Bottas  | Williams-Mercedes    | 1:11,452  | +1,051    | 26         |
| 5        | Felipe Nasr      | Sauber-Ferrari       | 1:11,633  | +1,232    | 28         |
| 6        | Danyiil Kvjat    | Red Bull-Renault     | 1:11,642  | +1,241    | 31         |
| 7        | Daniel Ricciardo | Red Bull-Renault     | 1:11,724  | +1,323    | 29         |
| 8        | Max Verstappen   | Toro Rosso-Renault   | 1:11,825  | +1,424    | 38         |
| 9        | Felipe Massa     | Williams-Mercedes    | 1:11,890  | +1,489    | 29         |
| 10       | Sergio Pérez     | Force India-Mercedes | 1:11,905  | +1,504    | 37         |
| 11       | Carlos Sainz Jr. | Toro Rosso-Renault   | 1:11,948  | +1,547    | 32         |
| 12       | Pastor Maldonado | Lotus-Mercedes       | 1:12,004  | +1,603    | 34         |
| 13       | Nico Hülkenberg  | Force India-Mercedes | 1:12,031  | +1,630    | 36         |
| 14       | Jolyon Palmer    | Lotus-Mercedes       | 1:12,050  | +1,649    | 27         |
| 15       | Marcus Ericsson  | Sauber-Ferrari       | 1:12,159  | +1,758    | 30         |
| 16       | Jenson Button    | McLaren-Honda        | 1:12,920  | +2,519    | 30         |
| 17       | Fernando Alonso  | McLaren-Honda        | 1:13,272  | +2,871    | 10         |
| 18       | Will Stevens     | Manor-Ferrari        | 1:13,937  | +3,536    | 29         |
| 19       | Roberto Merhi    | Manor-Ferrari        | 1:15,459  | +5,058    | 11         |
| 20       | Sebastian Vettel | Ferrari              | 1:15,684  | +5,283    | 4          |

### Második szabadedzés
Az osztrák nagydíj második szabadedzését június 19-én, pénteken délután tartották.
| helyezés | versenyző        | csapat/motor         | elért idő | különbség | futott kör |
| -------- | ---------------- | -------------------- | --------- | --------- | ---------- |
| 1        | Sebastian Vettel | Ferrari              | 1:09,600  | −         | 28         |
| 2        | Nico Rosberg     | Mercedes             | 1:09,611  | +0,011    | 50         |
| 3        | Kimi Räikkönen   | Ferrari              | 1:09,860  | +0,260    | 41         |
| 4        | Pastor Maldonado | Lotus-Mercedes       | 1:09,914  | +0,314    | 44         |
| 5        | Lewis Hamilton   | Mercedes             | 1:10,137  | +0,537    | 49         |
| 6        | Nico Hülkenberg  | Force India-Mercedes | 1:10,160  | +0,560    | 49         |
| 7        | Romain Grosjean  | Lotus-Mercedes       | 1:10,267  | +0,667    | 38         |
| 8        | Max Verstappen   | Toro Rosso-Renault   | 1:10,356  | +0,756    | 48         |
| 9        | Felipe Nasr      | Sauber-Ferrari       | 1:10,495  | +0,895    | 39         |
| 10       | Sergio Pérez     | Force India-Mercedes | 1:10,585  | +0,985    | 46         |
| 11       | Carlos Sainz Jr. | Toro Rosso-Renault   | 1:10,631  | +1,031    | 50         |
| 12       | Danyiil Kvjat    | Red Bull-Renault     | 1:10,686  | +1,086    | 48         |
| 13       | Marcus Ericsson  | Sauber-Ferrari       | 1:10,744  | +1,144    | 40         |
| 14       | Valtteri Bottas  | Williams-Mercedes    | 1:10,746  | +1,146    | 34         |
| 15       | Felipe Massa     | Williams-Mercedes    | 1:11,011  | +1,411    | 42         |
| 16       | Fernando Alonso  | McLaren-Honda        | 1:11,517  | +1,917    | 17         |
| 17       | Daniel Ricciardo | Red Bull-Renault     | 1:11,676  | +2,076    | 38         |
| 18       | Jenson Button    | McLaren-Honda        | 1:11,919  | +2,319    | 17         |
| 19       | Will Stevens     | Manor-Ferrari        | 1:12,522  | +2,922    | 34         |
| 20       | Roberto Merhi    | Manor-Ferrari        | 1:13,094  | +3,494    | 34         |

### Harmadik szabadedzés
Az osztrák nagydíj harmadik szabadedzését június 20-án, szombaton délelőtt tartották.
| helyezés | versenyző        | csapat/motor         | elért idő | különbség | futott kör |
| -------- | ---------------- | -------------------- | --------- | --------- | ---------- |
| 1        | Sebastian Vettel | Ferrari              | 1:09,994  | −         | 16         |
| 2        | Lewis Hamilton   | Mercedes             | 1:10,011  | +0,017    | 16         |
| 3        | Kimi Räikkönen   | Ferrari              | 1:10,177  | +0,183    | 12         |
| 4        | Sergio Pérez     | Force India-Mercedes | 1:10,221  | +0,227    | 14         |
| 5        | Nico Rosberg     | Mercedes             | 1:10,332  | +0,338    | 23         |
| 6        | Felipe Massa     | Williams-Mercedes    | 1:10,408  | +0,414    | 18         |
| 7        | Valtteri Bottas  | Williams-Mercedes    | 1:10,417  | +0,423    | 14         |
| 8        | Max Verstappen   | Toro Rosso-Renault   | 1:10,436  | +0,442    | 23         |
| 9        | Pastor Maldonado | Lotus-Mercedes       | 1:10,576  | +0,582    | 12         |
| 10       | Romain Grosjean  | Lotus-Mercedes       | 1:10,863  | +0,869    | 8          |
| 11       | Nico Hülkenberg  | Force India-Mercedes | 1:11,009  | +1,015    | 14         |
| 12       | Marcus Ericsson  | Sauber-Ferrari       | 1:11,058  | +1,064    | 22         |
| 13       | Carlos Sainz Jr. | Toro Rosso-Renault   | 1:11,139  | +1,145    | 18         |
| 14       | Danyiil Kvjat    | Red Bull-Renault     | 1:11,139  | +1,145    | 14         |
| 15       | Fernando Alonso  | McLaren-Honda        | 1:11,168  | +1,174    | 13         |
| 16       | Daniel Ricciardo | Red Bull-Renault     | 1:11,819  | +1,825    | 10         |
| 17       | Felipe Nasr      | Sauber-Ferrari       | 1:11,906  | +1,912    | 9          |
| 18       | Jenson Button    | McLaren-Honda        | 1:12,616  | +2,622    | 16         |
| 19       | Will Stevens     | Manor-Ferrari        | 1:13,328  | +3,334    | 14         |
| 20       | Roberto Merhi    | Manor-Ferrari        | 1:13,960  | +3,966    | 8          |

## Időmérő edzés
Az osztrák nagydíj időmérő edzését június 20-án, szombaton futották.
| helyezés              | rajtszám | versenyző        | csapat/motor         | 1. rész  | 2. rész  | 3. rész    | rajthely | futott kör |
| --------------------- | -------- | ---------------- | -------------------- | -------- | -------- | ---------- | -------- | ---------- |
| 1                     | 44       | Lewis Hamilton   | Mercedes             | 1:12,218 | 1:09,062 | 1:08,455   | 1        | 30         |
| 2                     | 6        | Nico Rosberg     | Mercedes             | 1:10,976 | 1:08,634 | 1:08,655   | 2        | 31         |
| 3                     | 5        | Sebastian Vettel | Ferrari              | 1:11,184 | 1:09,392 | 1:08,810   | 3        | 21         |
| 4                     | 19       | Felipe Massa     | Williams-Mercedes    | 1:11,830 | 1:09,719 | 1:09,192   | 4        | 27         |
| 5                     | 27       | Nico Hülkenberg  | Force India-Mercedes | 1:11,319 | 1:09,604 | 1:09,278   | 5        | 22         |
| 6                     | 77       | Valtteri Bottas  | Williams-Mercedes    | 1:11,894 | 1:09,598 | 1:09,319   | 6        | 26         |
| 7                     | 33       | Max Verstappen   | Toro Rosso-Renault   | 1:11,307 | 1:09,631 | 1:09,612   | 7        | 28         |
| 8                     | 26       | Danyiil Kvjat    | Red Bull-Renault     | 1:12,092 | 1:10,187 | 1:09,694   | 15[1]    | 32         |
| 9                     | 12       | Felipe Nasr      | Sauber-Ferrari       | 1:12,001 | 1:09,652 | 1:09,713   | 8        | 29         |
| 10                    | 8        | Romain Grosjean  | Lotus-Mercedes       | 1:11,821 | 1:09,920 | idő nélkül | 9        | 22         |
| 11                    | 13       | Pastor Maldonado | Lotus-Mercedes       | 1:11,661 | 1:10,374 |            | 10       | 22         |
| 12                    | 9        | Marcus Ericsson  | Sauber-Ferrari       | 1:12,388 | 1:10,426 |            | 11       | 20         |
| 13                    | 55       | Carlos Sainz Jr. | Toro Rosso-Renault   | 1:11,158 | 1:10,465 |            | 12       | 23         |
| 14                    | 3        | Daniel Ricciardo | Red Bull-Renault     | 1:11,973 | 1:10,482 |            | 18[1]    | 19         |
| 15                    | 14       | Fernando Alonso  | McLaren-Honda        | 1:12,508 | 1:10,736 |            | 19[2]    | 22         |
| 16                    | 11       | Sergio Pérez     | Force India-Mercedes | 1:12,522 |          |            | 13       | 13         |
| 17                    | 22       | Jenson Button    | McLaren-Honda        | 1:12,632 |          |            | 20[3]    | 12         |
| 18                    | 7        | Kimi Räikkönen   | Ferrari              | 1:12,867 |          |            | 14       | 10         |
| 19                    | 98       | Roberto Merhi    | Manor-Ferrari        | 1:14,071 |          |            | 16       | 12         |
| 20                    | 28       | Will Stevens     | Manor-Ferrari        | 1:15,368 |          |            | 17       | 11         |
| 107%-os idő: 1:15,944 |          |                  |                      |          |          |            |          |            |

Megjegyzés:
- ↑ 1:  — Danyiil Kvjat és Daniel Ricciardo 10-10 rajthelyes büntetést kaptak, mert mindkettejük autójába új belsőégésű motort kellett beszerelni, és ezzel túllépték az engedélyezett 4 erőforrás/éves keretet.[2]
- ↑ 2:  — Fernando Alonso összesen 25 rajthelyes büntetést kapott, mert autójába be kellett szerelni egy ötödik belsőégésű motort, egy ötödik turbófeltöltőt és egy ötödik MGU-H-t is, továbbá a szombat délelőtti szabadedzést követően a váltót is ki kellett cserélni az autójában.[3]
- ↑ 3:  — Jenson Button összesen 25 rajthelyes büntetést kapott, mivel autójába be kellett szerelni egy ötödik erőforrást, egy ötödik MGU-K-t, egy hatodik turbófeltöltőt és egy hatodik MGU-H-t is. Button és Alonso is továbbá időbüntetéseket kaptak a vasárnapi futamra, mivel büntetésüket nem tudták teljes egészében letölteni az időmérő edzésen.[4][5]

## Futam
Az osztrák nagydíj futama június 21-én, vasárnap rajtolt.
| helyezés | rajtszám | versenyző        | csapat/motor         | futott kör | idő/kiesés oka | rajthely | pont |
| -------- | -------- | ---------------- | -------------------- | ---------- | -------------- | -------- | ---- |
| 1        | 6        | Nico Rosberg     | Mercedes             | 71         | 1:30:16,930    | 2        | 25   |
| 2[1]     | 44       | Lewis Hamilton   | Mercedes             | 71         | +8,800         | 1        | 18   |
| 3        | 19       | Felipe Massa     | Williams-Mercedes    | 71         | +17,573        | 4        | 15   |
| 4        | 5        | Sebastian Vettel | Ferrari              | 71         | +18,181        | 3        | 12   |
| 5        | 77       | Valtteri Bottas  | Williams-Mercedes    | 71         | +53,604        | 6        | 10   |
| 6        | 27       | Nico Hülkenberg  | Force India-Mercedes | 71         | +1:04,075      | 5        | 8    |
| 7        | 13       | Pastor Maldonado | Lotus-Mercedes       | 70         | +1 kör         | 10       | 6    |
| 8        | 33       | Max Verstappen   | Toro Rosso-Renault   | 70         | +1 kör         | 7        | 4    |
| 9        | 11       | Sergio Pérez     | Force India-Mercedes | 70         | +1 kör         | 13       | 2    |
| 10       | 3        | Daniel Ricciardo | Red Bull-Renault     | 70         | +1 kör         | 18       | 1    |
| 11       | 12       | Felipe Nasr      | Sauber-Ferrari       | 70         | +1 kör         | 8        |      |
| 12       | 26       | Danyiil Kvjat    | Red Bull-Renault     | 70         | +1 kör         | 15       |      |
| 13       | 9        | Marcus Ericsson  | Sauber-Ferrari       | 69         | +2 kör         | 11       |      |
| 14       | 98       | Roberto Merhi    | Manor-Ferrari        | 68         | +3 kör         | 16       |      |
| ki       | 8        | Romain Grosjean  | Lotus-Mercedes       | 34         | sebességváltó  | 9        |      |
| ki       | 55       | Carlos Sainz Jr. | Toro Rosso-Renault   | 34         | erőforrás      | 12       |      |
| ki       | 22       | Jenson Button    | McLaren-Honda        | 7          | elektronika    | 20       |      |
| ki       | 28       | Will Stevens     | Manor-Ferrari        | 1          | olajszivárgás  | 17       |      |
| ki       | 7        | Kimi Räikkönen   | Ferrari              | 0          | baleset        | 14       |      |
| ki       | 14       | Fernando Alonso  | McLaren-Honda        | 0          | baleset        | 19       |      |

Megjegyzés:
- ↑ 1:  — Lewis Hamilton utólag 5 másodperces büntetést kapott a bokszból kivezető vonal átlépéséért, ám ez nem befolyásolta helyezését.[6]

## A világbajnokság állása a verseny után
| H   | Versenyzők       | Pont | H   | Konstruktőrök        | Pont |
| --- | ---------------- | ---- | --- | -------------------- | ---- |
| 1.  | Lewis Hamilton   | 169  | 1.  | Mercedes             | 328  |
| 2.  | Nico Rosberg     | 159  | 2.  | Ferrari              | 192  |
| 3.  | Sebastian Vettel | 120  | 3.  | Williams-Mercedes    | 129  |
| 4.  | Kimi Räikkönen   | 72   | 4.  | Red Bull-Renault     | 55   |
| 5.  | Valtteri Bottas  | 67   | 5.  | Force India-Mercedes | 31   |
| 6.  | Felipe Massa     | 62   | 6.  | Lotus-Mercedes       | 29   |
| 7.  | Daniel Ricciardo | 36   | 7.  | Sauber-Ferrari       | 21   |
| 8.  | Danyiil Kvjat    | 19   | 8.  | Toro Rosso-Renault   | 19   |
| 9.  | Nico Hülkenberg  | 18   | 9.  | McLaren-Honda        | 4    |
| 10. | Romain Grosjean  | 17   | 10. | Manor-Ferrari        | 0    |

(A teljes táblázat)

## Statisztikák
- Vezető helyen:
  - Nico Rosberg: 67 kör (1-32) és (37-71)
  - Lewis Hamilton: 3 kör (33-35)
  - Sebastian Vettel: 1 kör (36)
- Nico Rosberg 11. győzelme és 11. leggyorsabb köre.
- Lewis Hamilton 45. pole-pozíciója.
- A Mercedes 36. győzelme.
- Nico Rosberg 34., Lewis Hamilton 78., Felipe Massa 40. dobogós helyezése.